# Énergie au Mexique
Le secteur de l'énergie au Mexique est largement dominé par les combustibles fossiles, en particulier le pétrole.
La production d'énergie primaire se répartissait en 2021 en 86,8 % de combustibles fossiles (64,2 % de pétrole, 20,6 % de gaz naturel et 2,0 % de charbon), 2,0 % de nucléaire et 11,2 % d'énergies renouvelables (5,6 % de biomasse et déchets, 1,9 % d'hydroélectricité, 3,7 % de géothermie, éolien et solaire).
Le Mexique, 4e producteur de pétrole d'Amérique (11e rang mondial), exportait 57 % de sa production de pétrole brut en 2021, mais ses importations nettes de produits pétroliers équivalaient à 39 % de sa production, et production et exportation ne cessent de décliner depuis 2005 ; le pays se classait en 2021 au 1er rang mondial des importateurs nets de produits pétroliers avec 2,9 % des importations mondiales et au 2e rang mondial pour sa production d'électricité à partir de pétrole (4,8 % du total mondial). La production de gaz naturel en 2021 couvrait seulement 44 % de sa consommation et celle de charbon 40 %. Le Mexique se classait en 2023 au 4e rang mondial pour ses importations de gaz naturel (5,1 % des importations mondiales).
La consommation d'énergie primaire de 2023 se répartissait en 90 % de combustibles fossiles (45,4 % de pétrole, 41,5 % de gaz naturel et 3,1 % de charbon), 1,3 % de nucléaire et 8,6 % d'énergies renouvelables, dont 2,2 % d'hydroélectricité. La consommation d'énergie primaire par habitant était en 2023 inférieure de 15 % à la moyenne mondiale.
L'électricité couvrait 25,6 % de la consommation finale d'énergie en 2021. La production d'électricité provenait en 2023 pour 75 % des combustibles fossiles (57,7 % de gaz naturel, 9,4 % de charbon et 7,9 % de pétrole), pour 3,5 % du nucléaire et pour 21,5 % des énergies renouvelables : 5,7 % d'hydroélectricité, 6,1 % d'éolien, 7,6 % de solaire, 1,1 % de géothermie, 0,9 % de biomasse et déchets). Le Mexique est en 2021 le 9e producteur mondial d'électricité géothermique et en 2022 le 13e producteur mondial d'électricité éolienne et le 15e producteur mondial d'électricité solaire. La part de l'éolien et du solaire s'est fortement accrue depuis 2012 et 2014 respectivement. Le potentiel solaire du Mexique figure parmi les meilleurs au monde, et de nouvelles lois favorisant son exploitation ont été promulguées fin 2015, suscitant des projets pour plusieurs milliers de mégawatts.
Les émissions de CO2 dues à la combustion du Mexique par habitant en 2023 sont inférieures de 32 % à la moyenne mondiale, mais reculent moins vite que celles de l'Union européenne (-1 % depuis 1990 contre -39 %).

## Vue d'ensemble
| Principaux indicateurs de l'énergie au Mexique | Principaux indicateurs de l'énergie au Mexique | Principaux indicateurs de l'énergie au Mexique | Principaux indicateurs de l'énergie au Mexique | Principaux indicateurs de l'énergie au Mexique | Principaux indicateurs de l'énergie au Mexique | Principaux indicateurs de l'énergie au Mexique |
| ---------------------------------------------- | ---------------------------------------------- | ---------------------------------------------- | ---------------------------------------------- | ---------------------------------------------- | ---------------------------------------------- | ---------------------------------------------- |
|                                                | Population                                     | Consom. énergie primaire                       | Production                                     | Exportation nette                              | Consom. élect.*                                | Émissions GHG**                                |
| Année                                          | Million                                        | PJ                                             | PJ                                             | PJ                                             | TWh                                            | Mt CO2éq                                       |
| 1990                                           | 87,1                                           | 5 179                                          | 8 187                                          | 2 927                                          | 99,5                                           | 262,6                                          |
| 2000                                           | 97,9                                           | 6 315                                          | 9 601                                          | 3 029                                          | 178,1                                          | 366,2                                          |
| 2010                                           | 112,5                                          | 7 475                                          | 9 317                                          | 1 690                                          | 230,3                                          | 448,1                                          |
| 2015                                           | 120,1                                          | 7 741                                          | 7 938                                          | 65                                             | 269,4                                          | 450,0                                          |
| 2016                                           | 121,5                                          | 7 742                                          | 7 556                                          | -385                                           | 280,8                                          | 453,9                                          |
| 2017                                           | 122,8                                          | 7 565                                          | 6 928                                          | -873                                           | 279,6                                          | 453,7                                          |
| 2018                                           | 124,0                                          | 7 735                                          | 6 698                                          | -1 308                                         | 316,8                                          | 425,7                                          |
| 2019                                           | 125,1                                          | 7 680                                          | 6 298                                          | -1 416                                         | 305,6                                          | 439,1                                          |
| 2020                                           | 126,0                                          | 7 167                                          | 6 404                                          | -790                                           | 284,7                                          | 373,6                                          |
| 2021                                           | 126,7                                          | 7 476                                          | 6 448                                          | -1 160                                         | 338,4                                          | 381,5                                          |
| variation 1990-2021                            | +45 %                                          | +44 %                                          | -21 %                                          | ns                                             | +240 %                                         | +45 %                                          |

## Production d'énergie primaire
| Source                                                                  | 1990  | %    | 2000  | %    | 2010  | %    | 2020  | %    | 2021  | % 2021 | var. 2021/1990 | 2022p* | 2023p* |
| Charbon                                                                 | 157   | 1,9  | 238   | 2,5  | 335   | 3,6  | 184   | 2,9  | 129   | 2,0 %  | -18 %          | 129    | 123    |
| Pétrole                                                                 | 6 418 | 78,4 | 7 167 | 74,6 | 6 500 | 69,8 | 4 099 | 64,0 | 4 139 | 64,2 % | -36 %          | 4 157  | 4 280  |
| Gaz naturel                                                             | 953   | 11,6 | 1 398 | 14,6 | 1 783 | 19,1 | 1 309 | 20,4 | 1 327 | 20,6 % | +39 %          | 1 391  | 1 491  |
| Total fossiles                                                          | 7 527 | 91,9 | 8 803 | 91,7 | 8 618 | 92,5 | 5 592 | 87,3 | 5 595 | 86,8 % | -26 %          | 5 677  | 5 894  |
| Nucléaire                                                               | 32    | 0,4  | 90    | 0,9  | 64    | 0,7  | 123   | 1,9  | 130   | 2,0 %  | +306 %         | 118    | 135    |
| Hydraulique                                                             | 85    | 1,0  | 119   | 1,2  | 134   | 1,4  | 97    | 1,5  | 124   | 1,9 %  | +47 %          | 129    | 70     |
| Biomasse-déchets                                                        | 358   | 4,4  | 374   | 3,9  | 340   | 3,6  | 367   | 5,7  | 359   | 5,6 %  | 0 %            | 357    | 357    |
| Géoth., solaire, éolien                                                 | 185   | 2,3  | 214   | 2,2  | 161   | 1,7  | 225   | 3,5  | 239   | 3,7 %  | +29 %          | 318    | 304    |
| Total EnR                                                               | 628   | 7,7  | 708   | 7,4  | 635   | 6,8  | 689   | 10,8 | 723   | 11,2 % | +15 %          | 804    | 731    |
| Total                                                                   | 8 187 | 100  | 9 601 | 100  | 9 317 | 100  | 6 404 | 100  | 6 448 | 100 %  | -21 %          | 6 600  | 6 761  |
| Source des données : Agence internationale de l'énergie. *p=provisoire. |       |      |       |      |       |      |       |      |       |        |                |        |        |

### Pétrole

#### Réserves

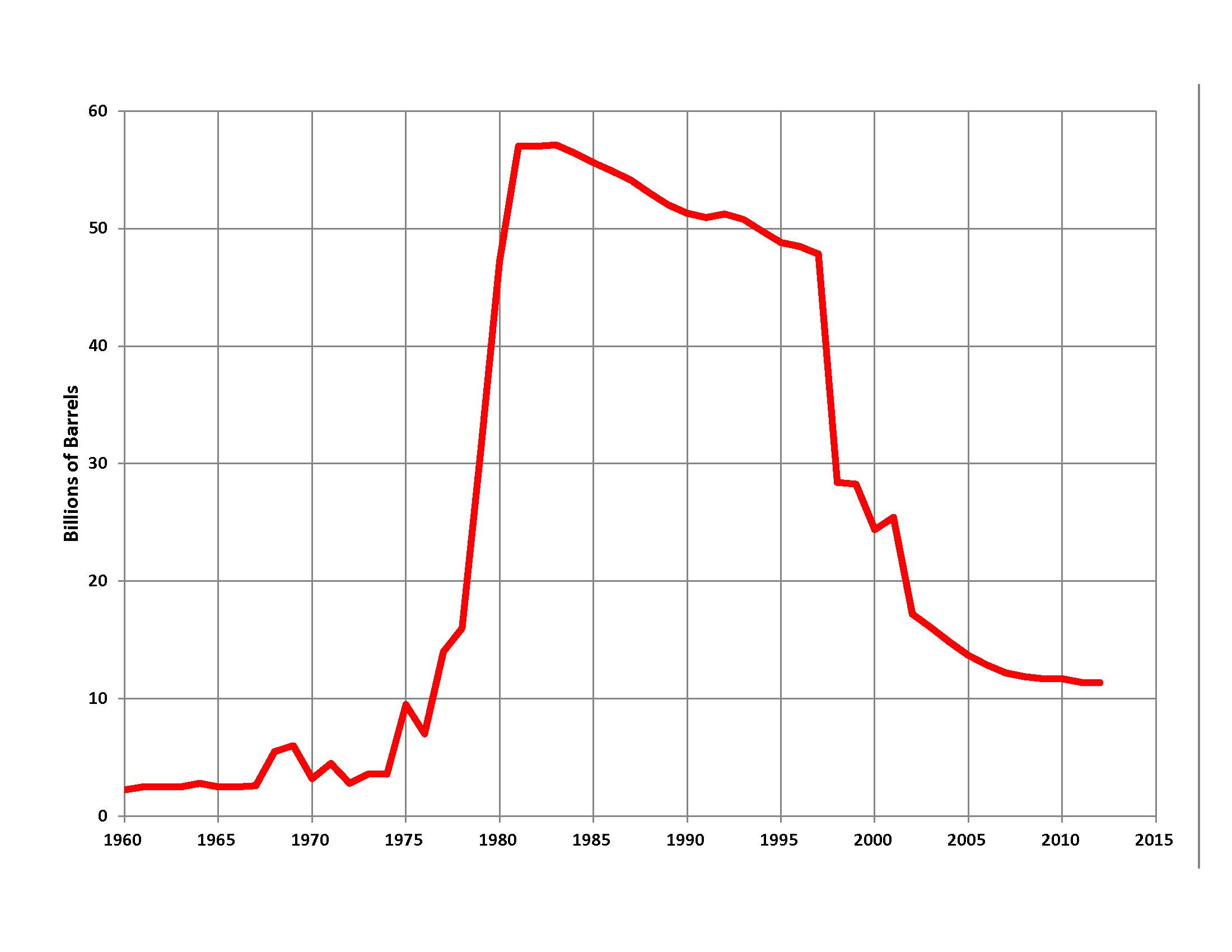
Réserves prouvées de pétrole du Mexique.
source : EIA.

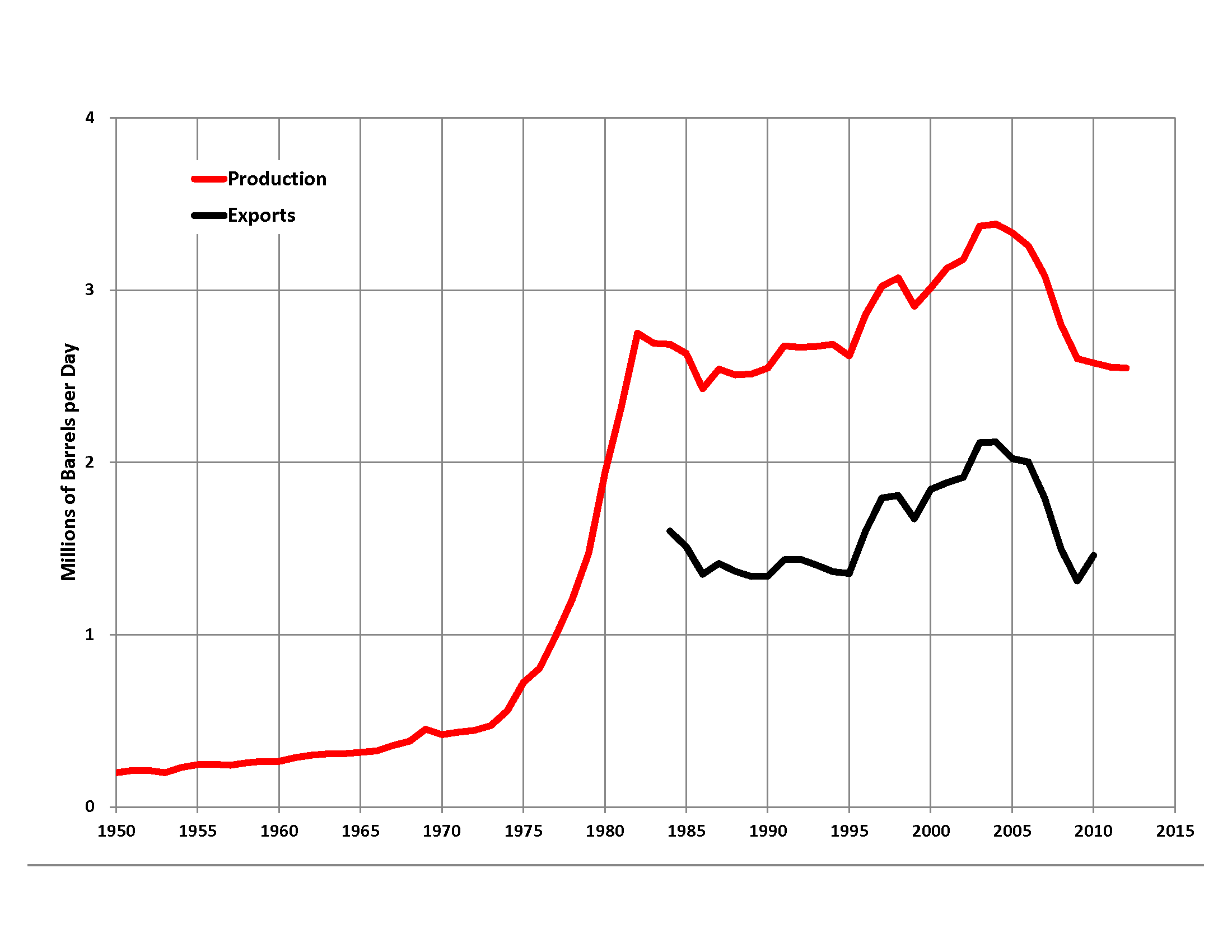
Production et exportations de pétrole du Mexique.

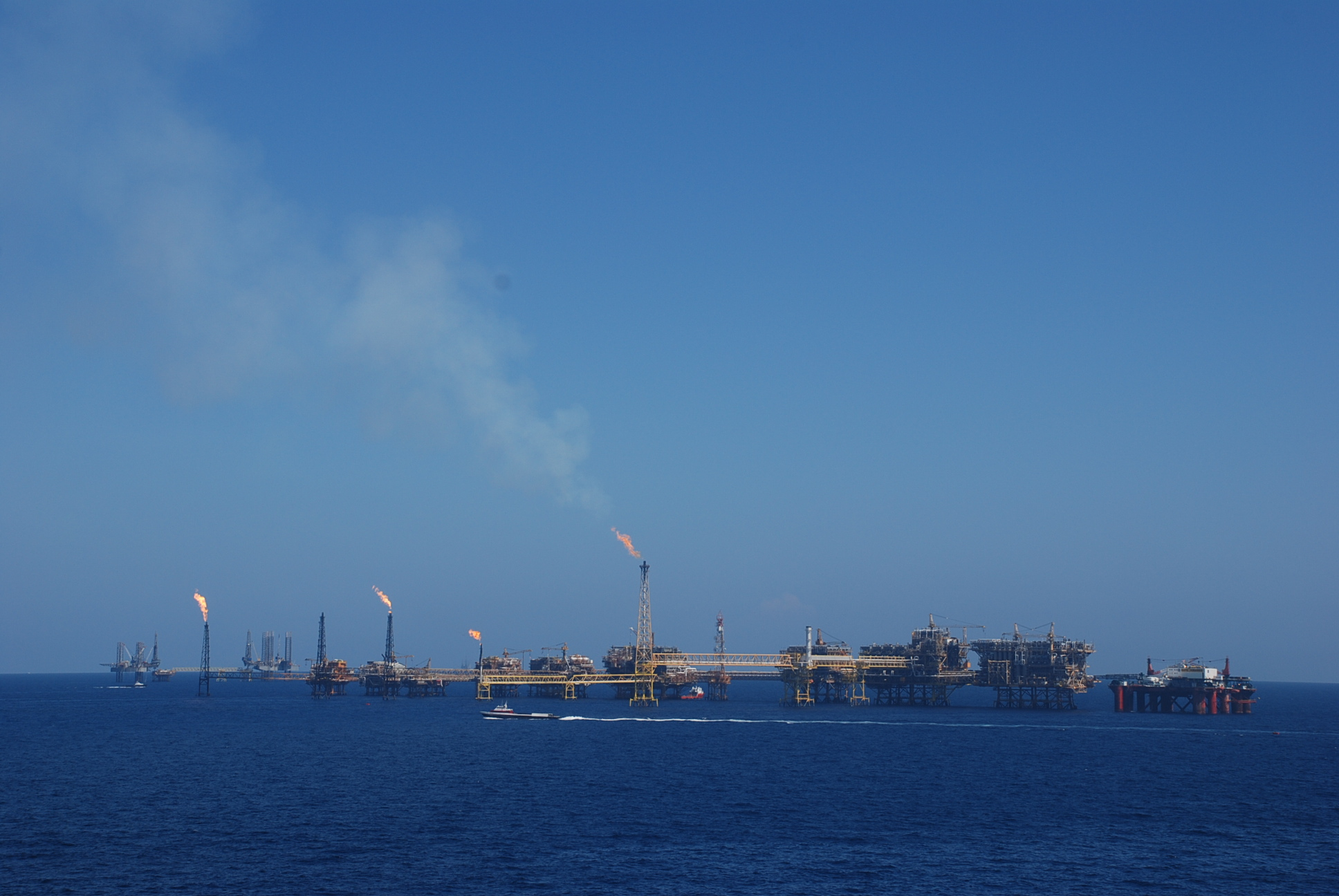
Torchères du champ Akal dans le complexe de Cantarell à 80 km de Campeche.

Les réserves prouvées de pétrole du Mexique étaient estimées par l'Agence fédérale allemande pour les sciences de la terre et les matières premières (BGR) à 756 Mt (millions de tonnes) fin 2022, soit 0,3 % des réserves mondiales.  Elles représentent huit années de production au rythme de 2022 (96,5 Mt). BGR estime les ressources potentielles supplémentaires à 4 760 Mt, soit 1 % du total mondial, au 14e rang mondial, dont 2 980 Mt de pétrole conventionnel et 1 780 Mt de pétrole de schiste.

#### Production
La production mexicaine de pétrole brut était de 102,5 Mt en 2023, en hausse de 5 % en 2023, mais en recul de 28 % par rapport à 2013. Elle représentait 2,3 % du total mondial, au 11e rang mondial et au 4e rang en Amérique derrière les États-Unis (18,3 % de la production mondiale), le Canada (6,2 %) et le Brésil (4,1 %).
En 2021, le Mexique a produit 4 139 PJ de pétrole brut, dont 57 % ont été exportés, mais ses importations nettes de produits pétroliers équivalaient à 39 % de sa production. La production mexicaine de pétrole a reculé de 36 % par rapport à 1990. En 2023, elle a légèrement remonté : 4 280 PJ.
Le Mexique est le 3e producteur de pétrole d'Amérique après les États-Unis et le Canada, mais sa production décroit depuis 2005 du fait de l'épuisement progressif des réserves. Le pétrole fournit 13 % des recettes d'exportation du pays en 2013 et 32 % des recettes budgétaires de l'État. Dans le but d'enrayer le déclin pétrolier, le gouvernement a réalisé en décembre 2013 une réforme constitutionnelle qui a mis fin à 75 ans de monopole de la compagnie nationale Petroleós Mexicanos (PEMEX). Cette réforme constituait un des éléments centraux du programme du nouveau président Enrique Pena Nieto.
Le complexe de Cantarell est le plus grand champ pétrolier du Mexique, situé en offshore à 80 km de la baie de Campeche. Il comprend quatre grands champs : Akal, Nohocj, Chac et Kutz, plus le « petit » champ Sihil découvert plus récemment. Le premier champ fut découvert en 1976.
Pemex (Petróleos Mexicanos) est l'entreprise publique chargée de l'exploitation du pétrole, créée le 18 mars 1938, à la suite de la nationalisation de l'industrie pétrolière mexicaine par le président Lázaro Cárdenas.

#### Exportations
Le Mexique a exporté 53,8 Mt de pétrole brut en 2023, en progression de 8,4 % en 2023, mais en recul de 6 % par rapport à 2013, dont 68 % vers les États-Unis, 15 % vers l'Europe, 6 % vers l'Inde et 3 % vers la Chine. Il a également exporté 9,2 Mt de produits pétroliers, dont 8,5 Mt vers les États-Unis, mais en a importé 58,8 Mt, dont 55,7 Mt des États-Unis.
Le Mexique se classait en 2021 au 1er rang mondial des importateurs de produits pétroliers : 1 609 PJ, soit 2,9 % des importations mondiales, devant la France et le Japon.

#### Consommation
La consommation de pétrole atteignait 3,84 EJ en 2023, soit 2,0 % du total mondial.
Le Mexique se classait en 2023 au 2e rang mondial pour sa production d'électricité à partir de pétrole : 33,4 TWh, soit 4,8 % du total mondial, ex-æquo avec le Japon et loin derrière l'Arabie saoudite (152,1 TWh).

### Gaz naturel
Les réserves prouvées de gaz naturel du Mexique étaient estimées par BGR à 312 Gm3 (milliards de m³) fin 2022, soit 0,15 % du total mondial. Ces réserves prouvées représentaient onze années de production au rythme de 2022 (28,2 Gm3). BGR estime les ressources potentielles supplémentaires à 6 287 Gm3, soit 1 % du total mondial, au 19e rang mondial, dont 2 250 Gm3 de gaz conventionnel, 4 007 Gm3 de gaz de schiste et 30 Gm3 de gaz de couche.
En 2023, le Mexique a produit 35,6 Gm3 de gaz naturel, soit 1,28 EJ, en hausse de 5,5 % en 2023, mais en recul de 32 % par rapport à 2013. Il ne représente plus que 0,9 % de la production mondiale.
Le Mexique se classait en 2023 au 7e rang mondial pour sa production d'électricité à partir de gaz naturel : 204,9 TWh, soit 3 % du total mondial, derrière les États-Unis (1 937,7 TWh), la Russie (528,4 TWh, l'Iran, le Japon, la Chine et l'Arabie saoudite.
En 2021, le Mexique a produit 1 327 PJ de gaz naturel, qui n'ont couvert que 44 % de sa consommation. La production mexicaine de gaz naturel a reculé de 27 % depuis son pic de 1 826 PJ atteint en 2009. En 2023, elle est remontée à 1 491 PJ.
Le Mexique a consommé 97,6 Gm3 de gaz naturel en 2023, soit 3,51 EJ, en hausse de 7,3 % en 2023 et de 25 % depuis 2013. Il se classe au 7e rang mondial avec 2,4 % de la consommation mondiale. Sa production couvre seulement 36 % de sa consommation.
Les importations de gaz naturel du Mexique par gazoduc ont atteint 61,1 Gm3 en 2023, provenant des États-Unis. Ses importations par voie maritime sous forme de GNL ont chuté à 0,9 Gm3, soit moins d'un dixième du niveau atteint en 2014 : 9,3 Gm3, provenant des États-Unis : 0,4 Gm3, de l'Indonésie : 0,3 Gm3 et du Pérou : 0,2 Gm3. Le Mexique se classait ainsi en 2023 au 4e rang mondial pour ses importations de gaz naturel : 62 Gm3, soit 5,1 % des importations mondiales, derrière la Chine (13 %), le Japon (7,4 %) et les États-Unis (6,5 %),.

### Charbon
Les réserves prouvées récupérables de charbon du Mexique étaient estimées par BGR à 1,16 Gt (milliards de tonnes) fin 2022, soit 0,1 % des réserves mondiales, au 20e rang mondial, et les ressources potentielles supplémentaires à 3 Gt. Les réserves prouvées représentaient 193 ans de production au rythme de 2022 (6 Mt). BGR estime les ressources de lignite à 51 Mt, soit 250 années de production au rythme de 2022 (0,2 Mt).
En 2021, le Mexique a produit 129 PJ de charbon, qui n'ont couvert que 40 % de sa consommation. La production mexicaine de charbon avait progressé de 157 PJ en 1990 jusqu'à 434 PJ en 2011 avant de régresser de 70 % jusqu'à 2021 ; en 2023, elle s'établit à 123 PJ.

### Géothermie
L'usage direct de la chaleur géothermique était estimé en 2012 à 156 MW, surtout pour les usages balnéaires, avec un nombre de sites proche de 165, répartis dans 19 états.

### Solaire thermique

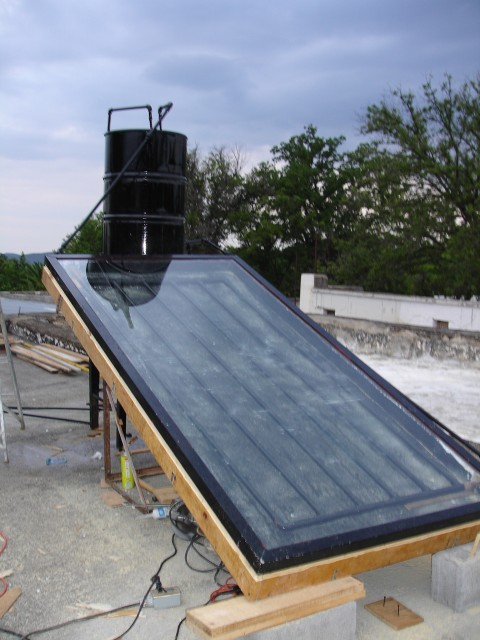
Système solaire thermique passif à boucle fermée à Parras de la Fuente, Coahuila ; le baril noir est un échangeur de chaleur isolé, 2009.

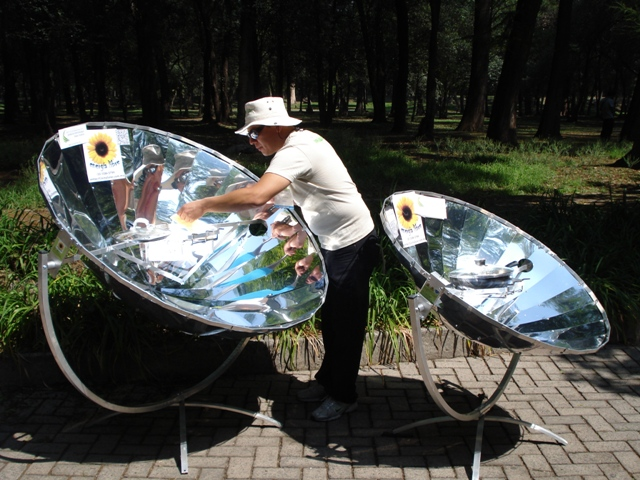
Cuisinières solaires au Mexique, 2012.

La puissance installée en capteurs solaires thermiques au Mexique fin 2012 était de 1 417 MWth, dont 611 MWth de capteurs plans vitrés, 582 MWth de capteurs non vitrés et 228 MWth de capteurs à tubes sous vide.
Les installations à eau chaude solaire étaient estimées à 116 MW en 2008, dont 78 % pour le chauffage des piscines.

## Consommation intérieure brute d'énergie primaire
Selon l'Energy Institute, la consommation d'énergie primaire du Mexique atteint 8,45 EJ en 2023, en hausse de 3,3 % par rapport à 2022 et de 4,7 % depuis 2013. Sa part dans la consommation mondiale est de 1,4 %. Elle se répartit en 90 % de combustibles fossiles (pétrole : 45,4 %, gaz naturel : 41,5 %, charbon : 3,1 %), 1,3 % de nucléaire et 8,6 % d'énergies renouvelables, dont hydroélectricité : 2,2 %. Sa consommation par habitant est de 65,8 GJ, soit 85 % de la moyenne mondiale, 3 % au-dessus de celle du Brésil et 51 % au-dessous de celle de la France. Les conventions de l'Energy Institute diffèrent sensiblement de celles de l'AIE.
| Source                                                                  | 1990  | %    | 2000  | %    | 2010  | %     | 2020  | %    | 2021  | % 2021  | var. 2021/1990 | 2022p* | 2023p* |
| Charbon                                                                 | 173   | 3,3  | 288   | 4,6  | 555   | 7,4   | 369   | 5,1  | 319   | 4,3 %   | +85 %          | 384    | 355    |
| Pétrole                                                                 | 3 383 | 65,3 | 3 740 | 59,2 | 3 954 | 52,9  | 3 027 | 42,2 | 3 273 | 43,8 %  | -3 %           | 3 417  | 3 244  |
| Gaz naturel                                                             | 968   | 18,7 | 1 486 | 23,5 | 2 271 | 30,4  | 2 945 | 41,1 | 3 034 | 40,6 %  | +213 %         | 2 923  | 3 147  |
| Total fossiles                                                          | 4 524 | 87,4 | 5 514 | 87,3 | 6 780 | 90,7  | 6 340 | 88,5 | 6 626 | 88,6 %  | +46 %          | 6 724  | 6 746  |
| Nucléaire                                                               | 32    | 0,6  | 90    | 1,5  | 64    | 0,9   | 123   | 1,7  | 130   | 1,7 %   | +306 %         | 118    | 135    |
| Hydraulique                                                             | 85    | 1,6  | 119   | 1,9  | 134   | 1,8   | 97    | 1,3  | 124   | 1,7 %   | +47 %          | 129    | 70     |
| Biomasse-déchets                                                        | 358   | 6,9  | 374   | 5,9  | 340   | 4,5   | 367   | 5,1  | 359   | 4,8 %   | 0 %            | 357    | 357    |
| Géoth., solaire, éolien                                                 | 185   | 3,6  | 214   | 3,4  | 161   | 2,2   | 225   | 3,1  | 239   | 3,2 %   | +29 %          | 318    | 304    |
| Total EnR                                                               | 628   | 12,1 | 708   | 11,2 | 635   | 8,5   | 689   | 9,6  | 723   | 9,7 %   | +15 %          | 804    | 731    |
| Solde exp.électricité                                                   | -5    | -0,1 | 3     | 0,05 | -3    | -0,05 | 14    | 0,2  | -3    | -0,05 % | ns             | nd     | nd     |
| Total                                                                   | 5 179 | 100  | 6 315 | 100  | 7 475 | 100   | 7 167 | 100  | 7 476 | 100 %   | +44 %          | 7 646  | 7 614  |
| Source des données : Agence internationale de l'énergie. *p=provisoire. |       |      |       |      |       |       |       |      |       |         |                |        |        |

## Consommation finale d'énergie
La consommation finale d'énergie au Mexique (après raffinage, transformation en électricité ou en chaleur de réseau, transport, etc) a évolué comme suit :
| Source                                                  | 1990  | %    | 2000  | %    | 2010  | %    | 2020  | %    | 2021  | % 2021 | var. 2021/1990 |
| Charbon                                                 | 46    | 1,3  | 37    | 0,9  | 169   | 3,4  | 106   | 2,5  | 52    | 1,3 %  | +14 %          |
| Produits pétroliers                                     | 2 141 | 61,4 | 2 557 | 64,1 | 3 120 | 63,6 | 2 359 | 55,2 | 2 321 | 56,2 % | +8 %           |
| Gaz naturel                                             | 582   | 16,7 | 526   | 13,2 | 542   | 11,0 | 439   | 10,3 | 383   | 9,3 %  | -34 %          |
| Total fossiles                                          | 2 769 | 79,4 | 3 121 | 78,2 | 3 831 | 78,0 | 2 905 | 68,0 | 2 755 | 66,8 % | 0 %            |
| Solaire th., géoth.                                     | 0,7   | 0,02 | 2     | 0,04 | 5     | 0,1  | 16    | 0,4  | 17    | 0,4 %  | +2250 %        |
| Biomasse-déchets                                        | 358   | 10,3 | 343   | 8,6  | 297   | 6,0  | 271   | 6,3  | 293   | 7,1 %  | -18 %          |
| Électricité                                             | 361   | 10,3 | 523   | 13,1 | 776   | 15,8 | 1 080 | 25,3 | 1 062 | 25,7 % | +194 %         |
| Total                                                   | 3 489 | 100  | 3 989 | 100  | 4 909 | 100  | 4 272 | 100  | 4 127 | 100 %  | +50 %          |
| Source des données : Agence internationale de l'énergie |       |      |       |      |       |      |       |      |       |        |                |

La répartition par secteur de la consommation finale d'énergie a évolué comme suit :
| Filière                                                  | 1990  | %    | 2000  | %    | 2010  | %    | 2020  | %    | 2021  | % 2021 | var. 2021/1990 |
| Industrie                                                | 1 078 | 30,9 | 1 166 | 29,2 | 1 372 | 27,9 | 1 406 | 32,9 | 1 279 | 31,0 % | +19 %          |
| Transport                                                | 1 185 | 34,0 | 1 501 | 37,6 | 2 139 | 43,6 | 1 532 | 35,9 | 1 510 | 36,6 % | +27 %          |
| Résidentiel                                              | 659   | 18,9 | 755   | 18,9 | 745   | 15,2 | 793   | 18,6 | 809   | 19,6 % | +23 %          |
| Tertiaire                                                | 62    | 1,8  | 143   | 3,6  | 148   | 3,0  | 160   | 3,7  | 156   | 3,8 %  | +151 %         |
| Agriculture                                              | 94    | 2,7  | 119   | 3,0  | 148   | 3,0  | 134   | 3,1  | 129   | 3,1 %  | +37 %          |
| Non spécifié                                             | 29    | 0,8  | 0     |      | 50    | 1,0  | 64    | 1,5  | 76    | 1,8 %  | +162 %         |
| Usages non énergétiques (chimie)                         | 381   | 10,9 | 306   | 7,7  | 307   | 6,3  | 183   | 4,3  | 169   | 4,1 %  | -56 %          |
| Total                                                    | 3 489 | 100  | 3 989 | 100  | 4 909 | 100  | 4 272 | 100  | 4 127 | 100 %  | +50 %          |
| Source des données : Agence internationale de l'énergie. |       |      |       |      |       |      |       |      |       |        |                |

## Secteur de l'électricité

### Histoire
La production d'électricité est apparue au Mexique à la fin du XIXe siècle. La première centrale électrique mexicaine fut installée en 1879 à León dans l'État de Guanajuato pour alimenter l'usine textile « La Americana ». Puis la production électrique s'étendit rapidement dans le secteur minier et, marginalement, pour l'éclairage résidentiel et public. En 1889 fut mise en service la première centrale hydroélectrique à Batopilas, dans l'État de Chihuahua, qui étendit son réseau de distribution vers les marchés urbains et commerciaux dont la population avait des revenus plus élevés. Sous le régime de Porfirio Díaz le secteur électrique se vit attribuer le caractère de service public, et les premiers 40 lampadaires « à arc » furent installés sur la Plaza de la Constitución, 100 autres dans le jardin de l'Alameda Central, puis commença l'illumination des principales rues de la ville de Mexico.
Quelques compagnies internationales puissantes créèrent des filiales, telles que The Mexican Light and Power Company, d'origine canadienne, dans le centre du pays, le consortium The American and Foreign Power Company, avec trois systèmes interconnectés dans le nord du Mexique, et la Compañía Eléctrica de Chapala, à l'ouest. Au début du XXe siècle le pays disposait d'une capacité de 31 MW, propriété d'entreprises privées, puis en 1910 de 50 MW, dont 80 % pour The Mexican Light and Power Company, avec le premier grand projet hydroélectrique : la centrale de Necaxa, à Puebla. Les trois compagnies électriques détenaient les concessions et installations de la plupart des petites centrales en activité dans leurs régions. C'est à cette époque que fut accompli le premier pas vers l'organisation de l'industrie électrique avec la création de la Commission Nationale pour la Promotion et le Contrôle de l'Industrie de Production et de Force, rebaptisée ultérieurement Commission Nationale de Force Motrice.
Le 2 décembre 1933 un décret conféra à la production et à la distribution d'électricité le caractère d'activités d'utilité publique. En 1937, sur 18,3 millions de Mexicains, seulement 7 millions avaient accès à l'électricité fournie par trois entreprises privées ; les coupures étaient très fréquentes et les tarifs très élevés ; les populations rurales, soit 62 % des Mexicains, n'étaient pas desservies, et la puissance installée n'était que de 629 MW. Le gouvernement mexicain créa alors la Commission fédérale de l'électricité (CFE - Comisión Federal de Electricidad), entreprise publique chargée de stimuler le développement du pays par la construction d'un système de production, transport et distribution électrique national. Le premier grand projet hydroélectrique fut lancé en 1938 : l'aménagement hydroélectrique Ixtapantongo, dans l'État de Mexico, ultérieurement rebaptisé Système hydroélectrique Miguel Alemán.
En 1960 la CFE détenait 54 % des 2 308 MW de puissance installée, l'entreprise Mexican Light 25 %, l'American and Foreign 12 %, et les autres compagnies 9 %, mais seulement 44 % de la population était desservie ; le président Adolfo López Mateos décida alors de nationaliser l'industrie électrique, le 27 septembre 1960. Au cours de la décennie suivante ont été construites d'importantes centrales, dont celles de Infiernillo et de Temascal, portant en 1971 la puissance installée à 7 874 MW, puis en 1980 à 17 360 MW. CFE unifia progressivement les nombreux systèmes isolés, exploités avec des caractéristiques techniques différentes, en particulier près de 30 voltages de distribution, sept de haute tension et deux fréquences électriques de 50 et 60 hertz. Les voltages furent normalisés afin de standardiser les équipements, puis les fréquences furent unifiées à 60 hertz et CFE intégra les systèmes régionaux de transport dans le Système Interconnecté National.
En 1991 la puissance installée de la CFE atteignait 26 797 MW et au début de l'année 2000 : 35 385 MW, la couverture du service électrique 94,7 % au niveau national, un réseau de transport et distribution de 614 653 km et plus de 18,6 millions de clients, en augmentation de près d'un million par an.
La CFE dessert 38,9 millions de clients en mai 2015, avec un taux moyen de croissance de 5,8 % sur les dix dernières années, dont 89,6 % de particuliers, 9,8 % de commerçants, 0,8 % d'industriels, 0,5 % dans les services et 0,3 % d'agriculteurs.

### Production d'électricité
Selon les estimations de l'Energy Institute, le Mexique a produit 354,9 TWh d'électricité en 2023, en hausse de 4,3 % en 2023 et de 19,5 % depuis 2013, soit 1,2 % de la production mondiale, au 13e rang mondial. Cette production est tirée à 75 % des combustibles fossiles, dont 57,7 % de gaz naturel, 9,4 % de charbon et 7,9 % de pétrole ; la contribution du nucléaire est de 3,5 %. Les énergies renouvelables ont fourni 76,3 TWh, soit 21,5 % de la production d'électricité du pays, dont 20,4 TWh d'hydroélectricité (5,7 %), 21,7 TWh d'éolien (6,1 %), 27,1 TWh de solaire (7,6 %) et 7,1 TWh d'autres renouvelables (géothermie, biomasse et déchets) (2,0 %).
Les statistiques de l'Agence internationale de l'énergie, qui prennent en compte l'ensemble des centrales, cogénération et autoproduction comprises, donnent l'évolution suivante :
| Source                                                                  | 1990    | %    | 2000    | %     | 2010    | %    | 2020    | %    | 2021    | % 2021 | var. 2021/1990 | 2022p*  | 2023p*  |
| Charbon                                                                 | 7 774   | 6,7  | 18 994  | 9,2   | 32 282  | 11,7 | 17 366  | 5,5  | 17 167  | 4,5 %  | +121 %         | 24 082  | 23 375  |
| Pétrole                                                                 | 62 062  | 53,6 | 93 599  | 45,5  | 44 587  | 16,2 | 46 074  | 14,5 | 51 817  | 13,6 % | -17 %          | 24 666  | 23 400  |
| Gaz naturel                                                             | 14 460  | 12,5 | 44 129  | 21,5  | 146 994 | 53,3 | 179 811 | 56,6 | 222 752 | 58,4 % | +1440 %        | 186 294 | 217 236 |
| Total fossiles                                                          | 84 296  | 72,8 | 156 722 | 76,2  | 223 863 | 81,2 | 243 251 | 76,6 | 291 736 | 76,5 % | +246 %         | 235 042 | 264 011 |
| Nucléaire                                                               | 2 937   | 2,5  | 8 221   | 4,0   | 5 879   | 2,1  | 11 262  | 3,5  | 11 923  | 3,1 %  | +306 %         | 10 850  | 12 386  |
| Hydraulique                                                             | 23 478  | 20,3 | 33 133  | 16,1  | 37 131  | 13,5 | 26 817  | 8,4  | 34 537  | 9,1 %  | +47 %          | 35 851  | 19 568  |
| Géothermie                                                              | 5 124   | 4,4  | 5 901   | 2,9   | 6 618   | 2,4  | 5 320   | 1,7  | 4 363   | 1,1 %  | -15 %          | 4 536   | 4 321   |
| Biomasse                                                                |         |      | 1 672   | 0,8   | 728     | 0,3  | 2 048   | 0,6  | 1 677   | 0,4 %  | ns             | 1 476   | 2 008   |
| Déchets                                                                 |         |      |         |       | 48      | 0,02 | 165     | 0,1  | 1 112   | 0,3 %  | ns             | 30      | 210     |
| Éolien                                                                  | 1       | ns   | 19      | 0,01  | 1 239   | 0,4  | 19 702  | 6,2  | 20 896  | 5,5 %  | ns             | 20 629  | 20 700  |
| Solaire                                                                 | 1       | ns   | 7       | 0,003 | 31      | 0,01 | 9 115   | 2,9  | 13 010  | 3,4 %  | ns             | 20 542  | 18 211  |
| Total EnR                                                               | 28 604  | 24,7 | 40 732  | 19,8  | 45 795  | 16,6 | 63 167  | 19,9 | 75 595  | 19,8 % | +163 %         | 83 064  | 65 018  |
| Autres sources                                                          |         |      |         |       |         |      |         |      | 2 110   | 0,5 %  | ns             | 14 889  | 15 000  |
| Total                                                                   | 115 837 | 100  | 205 675 | 100   | 275 537 | 100  | 317 680 | 100  | 381 364 | 100 %  | +229 %         | 343 845 | 356 415 |
| Source des données : Agence internationale de l'énergie. *p=provisoire. |         |      |         |       |         |      |         |      |         |        |                |         |         |

Selon les indicateurs de la CFE, à la fin de 2017, 98,61 % de la population avait accès à l'électricité ; CFE a produit 173,46 TWh d'électricité en 2016, et les producteurs indépendants 88,59 TWh (hors cogénération et autoproducteurs).
La puissance installée totale en service des centrales mexicaines (hors cogénération et autoproduction) est passée de 36 697 MW en 2000 à 55 564 MW en 2016, en progression de 51,4 % en 16 ans. La production brute de ces centrales a progressé de 192,7 TWh en 2000 à 263,4 TWh en 2016, soit +36,7 % ; cependant, elle stagne depuis 2012 (260,5 TWh).

#### Centrales thermiques classiques
La puissance installée totale en service des centrales thermiques classiques mexicaines (hors cogénération et autoproduction) est passée de 24 856 MW en 2000 à 40 285 MW (72,5 % du total des centrales mexicaines), en progression de 62 % en 15 ans ; elle se répartit en :
- charbon : 5 378 MW contre 2 600 MW en 2000 (+107 %) ;
- thermoélectriques (cycle vapeur, turbines à gaz, combustion interne) : 14 388 MW contre 16 758 MW en 2000 (-14 %) ;
- cycle combiné : 8 179 MW chez CFE plus 12 340 MW chez les producteurs indépendants, contre 2 914 MW et 484 MW en 2000 ; au total, le cycle combiné a progressé de 504 % en 16 ans ;
- centrales mixtes (charbon - produits pétroliers) : 0 contre 2 100 MW en 2000.

Les principales centrales thermiques à flammes en fonctionnement en 2016 sont :
- Petacalco (Plutarco Elías Calles) : 2 778 MW charbon+pétrole (6 groupes de 350 MW de 1993 et un groupe de 678 MW de 2010) dans l'État de Guerrero ;
- Tuxpan (Adolfo López Mateos) : 2 100 MW pétrole (1991-95) dans l'État de Veracruz ;
- Tula (Francisco Pérez Ríos) : 2 095 MW gaz (dont 489 MW de cycle combiné) dans l'État d'Hidalgo ;
- Manzanillo I (Manuel Álvarez Moreno) : 1 454 MW et Manzanillo II : 1 300 MW au gaz dans l'État de Colima ;
- Carbon II :  : 1 400 MW au charbon dans l'État de Coahuila.

#### Centrale nucléaire

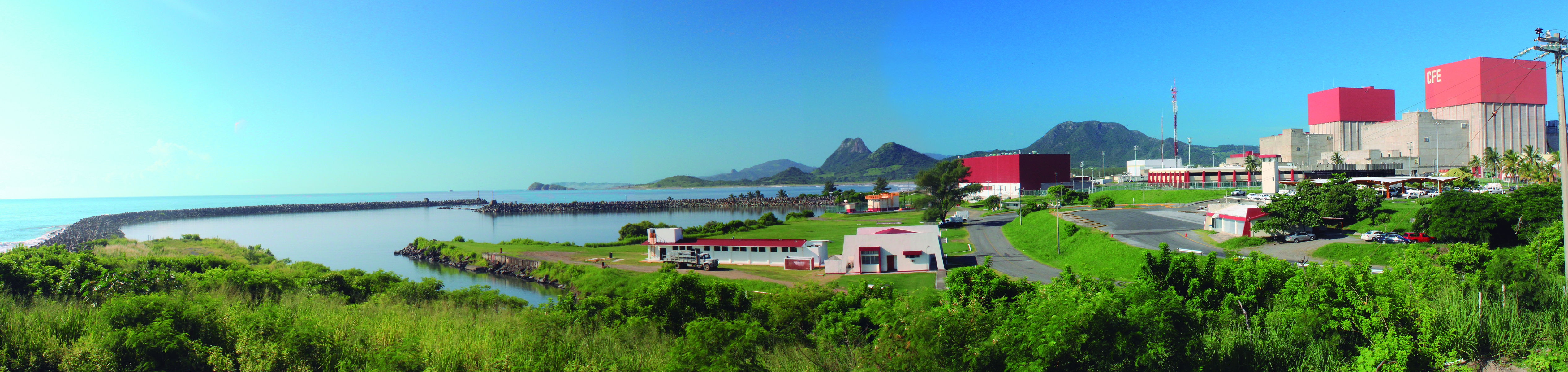
Centrale nucléaire de Laguna Verde (1965 MW) dans l'État de Veracruz, 2012.

Le Mexique dispose en 2020 de 2 réacteurs nucléaires opérationnels d'une puissance totale de 1 552 MW, Laguna Verde 1 et 2, mis en service en 1989 et 1994.
En 2021, la production d'électricité nucléaire du Mexique atteignait 11,9 TWh, en progression de 306 % par rapport à 1990, soit 3,1 % de la production d'électricité du pays ; en 2023, elle atteint 12,4 TWh (3,5 %).
Le Mexique a manifesté son intérêt pour l'énergie nucléaire en 1956 avec l'établissement de la National Commission for Nuclear Energy (CNEN), investie d'une responsabilité générale pour toutes les activités nucléaires dans le pays sauf l'utilisation des radio-isotopes et la production d'électricité. La Federal Electricity Commission (CFE), compagnie électrique d'état, fut chargée de la production d'électricité.
Les enquêtes préliminaires pour l'identification des sites potentiels pour des centrales nucléaires furent entreprise en 1966 par la CNEN et CFE et en 1969 CFE lança des appels d'offres pour des concepts éprouvés de centrales d'une capacité d'environ 600 MW. En 1972 fut prise la décision de construire, et en 1976 commença à Laguna Verde la construction de deux réacteurs à eau bouillante (BWR) General Electric de 654 MW.
La centrale nucléaire de Laguna Verde, l'unique centrale nucléaire mexicaine, est située près de la ville d'Alto Lucero, dans l'État de Veracruz, sur la côte du Golfe du Mexique. Ses deux réacteurs ont été construits de 1976 à 1989 pour le premier et de 1977 à 1994 pour le second.
En février 2007, des contrats ont été signés avec Iberdrola et Alstom pour mettre à niveau les réacteurs, portant leur puissance brute de 683 MW à 820 MW chacun et leur durée de vie à 40 ans ; l'opération s'est achevée en 2013.
Le gouvernement a soutenu l'extension du parc nucléaire afin de réduire la dépendance du pays au gaz naturel ainsi que pour faire reculer les émissions de CO2 ; jusqu'en 2011, la politique énergétique nationale prévoyait de porter la part dé-carbonée de la production électrique de 27 % à 35 % en 2024. CFE avait en mai 2010 quatre scénarios de développement de ses capacités de production pour 2019-2028, allant d'une lourde dépendance au charbon pour couvrir la demande à un scénario bas-carbone investissant largement dans l'éolien et le nucléaire, avec dix nouveaux réacteurs couvrant le quart de la demande d'électricité en 2028.
En 2010, les bas prix du gaz amenèrent à repousser la décision de construction d'un nouveau réacteur à 2012. En novembre 2010, CFE prévoyait encore de construire six à huit unités de 1 400 MW, les deux premières sur le site de Laguna Verde. La nouvelle politique énergétique de 2012 appelait à regarder au-delà des prix bas du gaz pour envisager la construction de deux autres réacteurs à Laguna Verde ou ailleurs dans l'État de Veracruz, comme premier pas de l'extension du parc nucléaire jusqu'en 2016 ; cet appel fut réitéré à la mi-2014. À la mi-2015 le Programme de développement du système électrique national incluait des plans de mise en service de trois centrales nucléaires en 2026, 2027 et 2028.
À plus long terme, le Mexique pourrait envisager d'utiliser de petits réacteurs pour fournir de l'électricité et dessaler l'eau de mer pour l'agriculture. L'Institut National de Recherche Nucléaire (ININ) a présenté des idées de centrale consistant en trois réacteurs IRIS (Westinghouse) partageant un flux d'eau de mer pour le refroidissement et le dessalement. Avec sept unités de dessalement à osmose inverse alimentées par les réacteurs, 140 000 m3 d'eau potable pouvaient être produits par jour ainsi que 840 MWe.
En décembre 2019, la Commission fédérale de l'électricité (CFE) a recommandé l'installation de quatre nouveaux réacteurs de 1 400 MW, dont deux sur le site de Laguna Verde et deux sur la côte pacifique.
Le Mexique dispose de 2 000 tonnes de réserves d'uranium identifiées, mais elles ne sont pas encore exploitées.

#### Énergies renouvelables
Le Mexique s'est fixé des objectifs ambitieux dans la Loi générale sur le changement climatique : les renouvelables devraient atteindre 35 % du mix électrique en 2024 et 50 % en 2050 ; le pays s'est engagé, dans ses contributions à l'Accord de Paris sur le climat, à réduire ses émissions de gaz à effet de serre de 25 % par rapport au scénario « business as usual » d'ici 2030.

##### Hydroélectricité

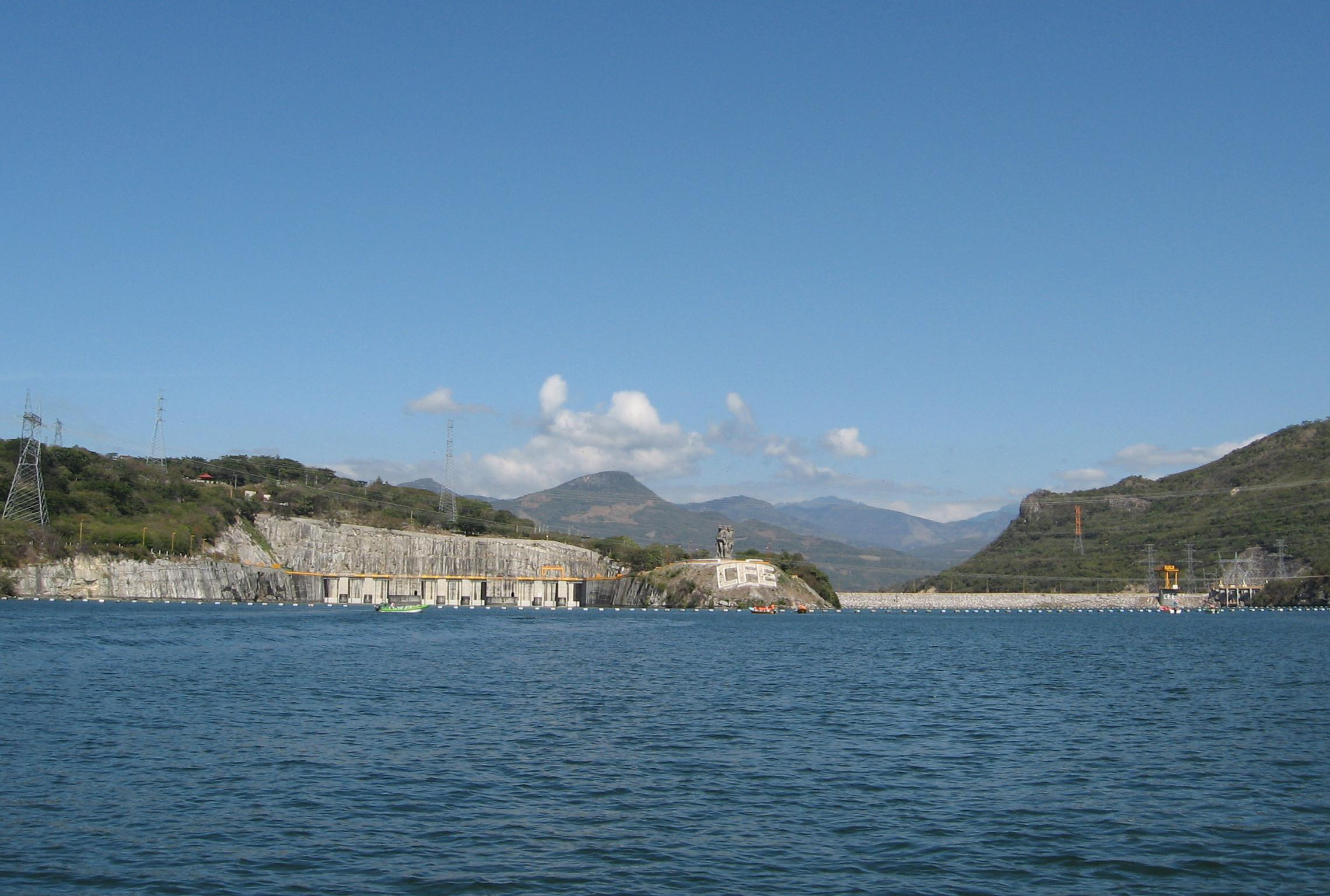
Barrage Chicoasén (Presa Manuel Moreno Torres), 2430 MW, sur le Río Grijalva dans l'État de Chiapas, 2010

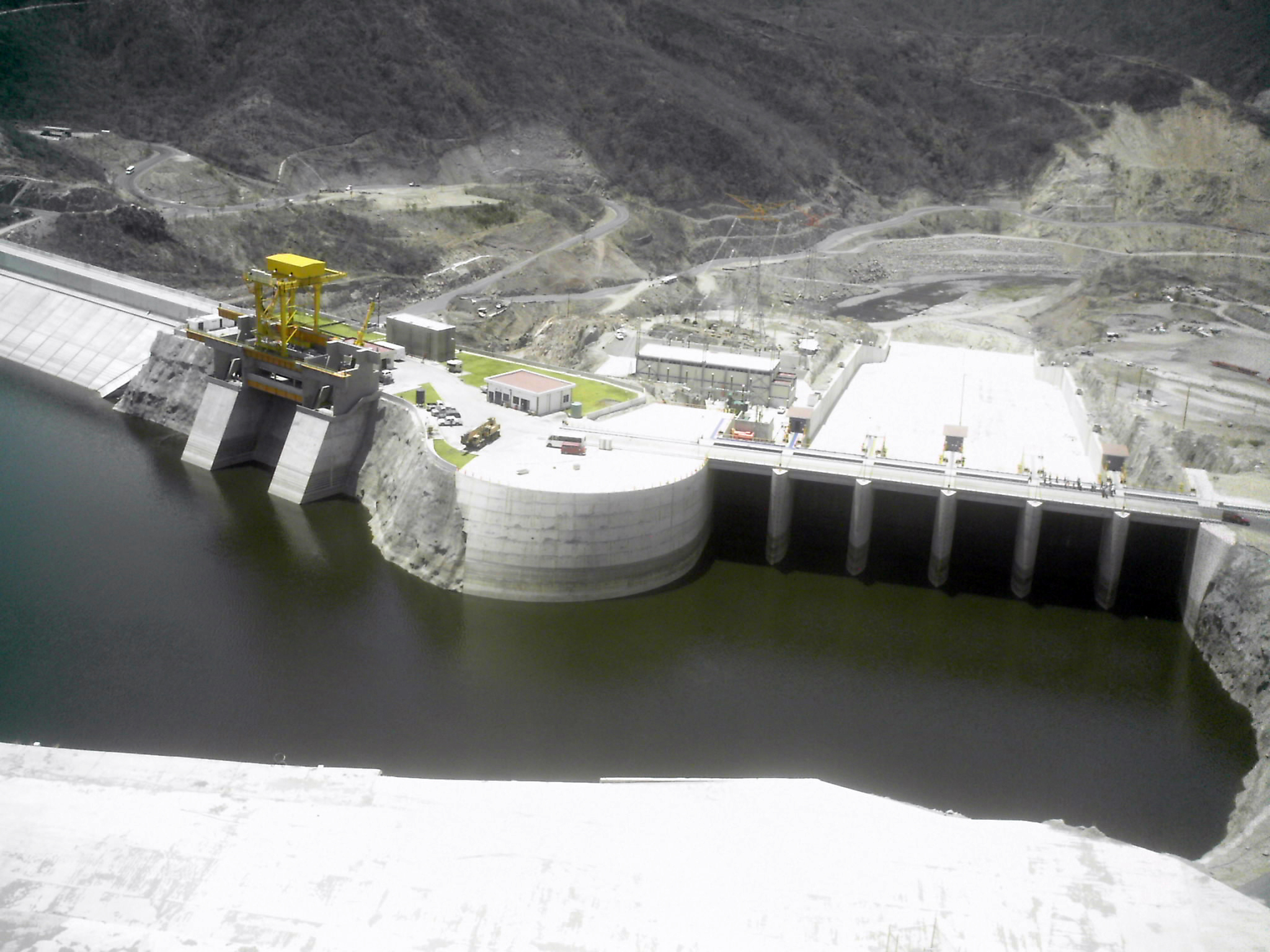
Barrage de El Cajón, 750 MW, sur le Río Grande de Santiago dans l'État du Nayarit, 2007

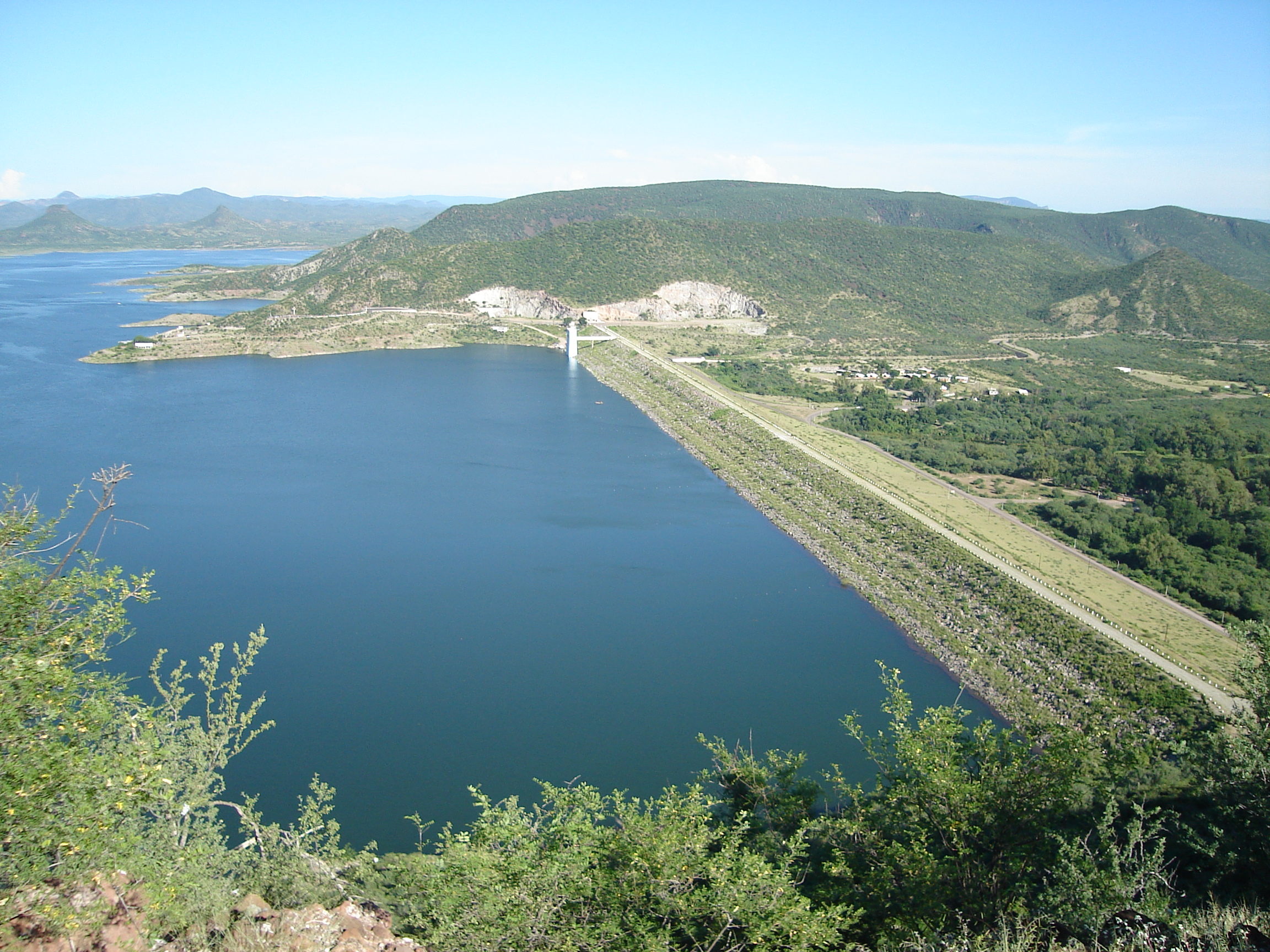
Barrage Álvaro Obregón (ou Oviáchic), 19 MW, sur le Río Yaqui dans l'État de Sonora, 2006.

Le Mexique disposait en 2023 de 12 614 MW de centrales hydroélectriques, soit 0,9 % du total mondial, dont la production était de 18 TWh, soit 0,4 %  du total mondial, en baisse de 40 %, au niveau le plus bas depuis 2017, du fait d'une sécheresse sévère qui a affecté 80 % du territoire. Le programme de réhabilitation lancé par la Comisión Federal de Electricidad (CFE) doit permettre d'accroître de 11 MW la puissance des centrales les plus anciennes, avec l'aide de la Banque mondiale. 
En 2020, le gouvernement souhaite l'augmentation de la puissance installée des centrales hydroélectrique existantes ; l'entreprise publique CFE projette de moderniser 18 centrales existantes et en construire 14 nouvelles. Les nouveaux projets rencontrent une forte opposition, mais la construction du projet Chicoasen II va reprendre après avoir été suspendue en 2018.
La production de ces centrales atteignait 34,54 TWh en 2021, soit 9,1 % de la production d'électricité du pays ; en 2023, elle chute à 19,57 TWh (5,5 %).
En 2017, le Mexique comptait 12 125 MW de centrales hydroélectriques, soit 1 % du total mondial et 17 % de la puissance installée des centrales électriques mexicaines ; leur production atteignait 29,83 TWh, soit 0,7 % du total mondial et 12 % de la production d'électricité du pays. Le pays dispose d'un potentiel hydroélectrique économiquement exploitable estimé à 27 000 MW, mais le développement de l'hydroélectricité est entravé par des oppositions aux grands projets : le seul grand projet en cours, Chicoasen 2, a été différé à la suite de manifestations publiques.
La puissance installée des centrales hydroélectriques mexicaines est passée de 9 619 MW en 2000 à 12 092 MW en 2016, soit + 25,7 % en 16 ans.
En 2015, le Mexique a mis en service 25 MW de nouvelles centrales, mais en a déclassé 266 MW. Les centrales existantes sont concentrées dans les régions ouest et sud-ouest, dans les bassins des rivières qui se jettent dans le Pacifique ; par contre, les principales centrales sont sur le Río Grijalva qui se jette dans le golfe du Mexique. Toutes ces centrales appartiennent à la Comisión Federal de Electricidad (CFE), qui a identifié une centaine de bassins hydrologiques favorables à des aménagements hydroélectriques et mène des études sur l'impact environnemental de plusieurs sites ; une de ces études a montré que 40 % du potentiel hydroélectrique du bassin de la rivière Coatzacoalcos peut être développé avec un faible impact. Des réformes du marché de l'énergie promulguées en 2015 ont levé les restrictions sur l'accès du privé aux centrales de plus de 30 MW.
Environ 11 % de l'électricité produite au Mexique en 2013 provenait des ressources hydroélectriques. La plus grande centrale hydroélectrique du pays est celle de Manuel Moreno Torres, mise en service en 1980 à Chicoasén dans la province du Chiapas, sur le Río Grijalva, avec une puissance installée de 2 400 MW. Sur le Río Grijalva ont été également installées les centrales de La Angostura (900 MW), mise en service en 1976, et de Malpaso (alias Nezahualcóyotl) (1 080 MW), mise en service en 1966. La centrale d'Infiernillo (1 120 MW) a été mise en service en 1965 sur le Río Balsas, à la limite des États de Guerrero et de Michoacán. Sur le Río Grande de Santiago dans l'État du Nayarit ont été construites trois grandes centrales : celle d'Aguamilpa (960 MW), mise en service en 1994, celle de El Cajón (750 MW), en novembre 2006, et celle de La Yesca (750 MW) en novembre 2012. Le projet de 900 MW de la Parota a été abandonné à cause de l'opposition locale.

##### Géothermie
Le potentiel géothermique était estimé en 2012 à 2 310 MWe, dont 125 MWe prouvés et 245 MWe probables.
Le Mexique était en 2021 le 9e producteur mondial d'électricité géothermique avec 4,6 % du total mondial. La production géothermique mexicaine était de 4,36 TWh, soit 1,1 % de la production totale, en recul de 15 % par rapport à 1990 ; en 2023, elle est de 4,32 TWh (1,2 %).
La puissance installée effective (en service) des centrales géothermiques mexicaines est passée de 960 MW en 2005 à 874 MW en 2016, en baisse de 9 % en 11 ans.
La production d'électricité des cinq centrales géothermiques mexicaines atteignait 6 331 GWh en 2015, soit environ 2 % de la production d'électricité du pays.
| Champ géothermique | Cerro Prieto | Los Azufres | Los Humeros | Las Tres Virgines | Domo San Pedro | Totaux |
| Nb puits production | 158          | 42          | 22          | 3                 | nd             | 225    |
| Nb puits injection | 23           | 6           | 2           | 2                 | nd             | 33     |
| Production 2015 (GWh) | 4 028        | 1 700       | 408         | 48                | 146            | 6 331  |
| Source des données : Comisión Federal de Electricidad (CFE). Domo San Pedro est privé ; CFE ne donne pas ses nombres de puits. |              |             |             |                   |                |        |

| Champ géothermique                                           | Cerro Prieto | Los Azufres | Los Humeros | Las Tres Virgines | Domo San Pedro | Totaux |
| Date mise en service                                         | 1973         | 1982        | 1990        | 2001              | 2015           |        |
| Puissance installée (MW)                                     | 570          | 248         | 93,6        | 10                | 35,5           | 957    |
| Puissance effective (MW)                                     | 570          | 225         | 68,6        | 10                | 25,5           | 899    |
| Source des données : Comisión Federal de Electricidad (CFE). |              |             |             |                   |                |        |

La centrale géothermique de Cerro Prieto est située au sud de Mexicali dans l'État de la Basse-Californie. C'est la seconde plus puissante centrale géothermique au monde après celle de The Geysers en Californie. Elle comprend cinq usines mises en service de 1973 à 2010.
CFE a reçu des permis d'exploration pour 13 zones géothermales d'un potentiel total de 448 MW. Deux projets d'extension sont en cours de construction : Los Humeros III Phase A (25 MW) dans l'État de Puebla, mise en service prévue en novembre 2016, et Los Azufres II Phase II (25 MW) dans l'État de Michoacán, mise en service prévue en juin 2018.

### Consommation finale d'électricité
La consommation d'électricité du pays atteignait 2,4 MWh par habitant en 2023, 29 % au-dessous de la moyenne mondiale : 3,4 MWh, 8 % au-dessous de celle de l'Amérique latine : 2,6 MWh et 62 % au-dessous de celle de la France : 6,4 MWh.
La répartition par secteur de la consommation finale d'électricité a évolué comme suit :
| Secteur                                                  | 1990    | %    | 2000    | %    | 2010    | %    | 2020    | %    | 2021    | % 2021 | var. 2021/1990 |
| Industrie                                                | 53 394  | 53,3 | 82 656  | 56,9 | 122 713 | 56,9 | 175 159 | 58,4 | 171 470 | 58,1 % | +221 %         |
| Transport                                                | 804     | 0,8  | 1 100   | 0,8  | 1 191   | 0,6  | 945     | 0,3  | 1 581   | 0,5 %  | +97 %          |
| Résidentiel                                              | 20 391  | 20,4 | 36 128  | 24,9 | 48 700  | 22,6 | 72 249  | 24,1 | 69 462  | 23,5 % | +241 %         |
| Tertiaire                                                | 10 868  | 10,8 | 17 564  | 12,1 | 20 698  | 9,6  | 19 195  | 6,4  | 17 976  | 6,1 %  | +65 %          |
| Agriculture                                              | 6 707   | 6,7  | 7 901   | 5,4  | 8 600   | 4,0  | 14 663  | 4,9  | 13 509  | 4,6 %  | +101 %         |
| Non spécifié                                             | 8 030   | 8,0  | 0       |      | 13 792  | 6,4  | 17 748  | 5,9  | 21 042  | 7,1 %  | +162 %         |
| Total                                                    | 100 194 | 100  | 145 349 | 100  | 215 694 | 100  | 299 959 | 100  | 295 040 | 100 %  | +158 %         |
| Source des données : Agence internationale de l'énergie. |         |      |         |      |         |      |         |      |         |        |                |

NB : avec 7 % de "non spécifié", cette statistique manque de fiabilité.

## Impact environnemental
Les émissions de gaz à effet de serre liées à l'énergie au Mexique ont atteint 429 Mt d'équivalent CO2 en 2023. En comparaison, le Canada en a émis 598 Mt et les États-Unis 5 039 Mt. Les émissions de gaz à effet de serre dues à la combustion ont atteint 385,4 Mt.
Les émissions de CO2 dues à la combustion par habitant étaient en 2023 de 2,93 t CO2, inférieures de 32 % à la moyenne mondiale : 4,29 t/hab (en 2022), de 23,5 % à celle de la France : 3,83 t/hab, de 54 % à la moyenne des Amériques : 6,40 t/hab (en 2022) et de 78 % à celle des États-Unis : 13,53 t/hab.
Voici l'évolution de ces émissions par combustion, comparée à celle de l'Union européenne :
|                                             | 1971 | 1990  | 2023  | var. 2023/1971 | var. 2023/1990 | var.UE27 2023/1990 |
| Émissions GES (Mt CO2)                      | 96,8 | 262,6 | 385,4 | +298 %         | +47 %          | -34 %              |
| Émissions CO2/habitant (t CO2)              | 1,75 | 2,95  | 2,93  | +67 %          | -1 %           | -39 %              |
| Source : Agence internationale de l'énergie |      |       |       |                |                |                    |

| Combustible                                 | 1971 Mt CO2 | 1990 Mt CO2 | 2023 Mt CO2 | %     | var. 2023/1990 | var. UE27 2023/1990 |
| ------------------------------------------- | ----------- | ----------- | ----------- | ----- | -------------- | ------------------- |
| Charbon                                     | 5,2         | 15,2        | 30,6        | 8 %   | +101 %         | -67 %               |
| Pétrole                                     | 70,0        | 196,2       | 201,2       | 52 %  | +2,5 %         | -22 %               |
| Gaz naturel                                 | 19,6        | 48,4        | 151,0       | 39 %  | +212 %         | +15 %               |
| Total                                       | 96,8        | 262,6       | 385,4       | 100 % | +47 %          | -34 %               |
| Source : Agence internationale de l'énergie |             |             |             |       |                |                     |

| | Émissions 2022      | part du secteur | Émissions/habitant | Émiss./hab. UE-27 |
| Secteur | Millions tonnes CO2 | %               | tonnes CO2/hab.    | tonnes CO2/hab.   |
| Secteur énergie hors élec. | 46,9                | 12 %            | 0,36               | 0,33              |
| Industrie et construction | 118,9               | 31 %            | 0,92               | 1,28              |
| Transport | 130,5               | 34 %            | 1,01               | 1,60              |
| dont transport routier | 126,2               | 33 %            | 0,98               | 1,50              |
| Résidentiel | 48,4                | 13 %            | 0,38               | 1,03              |
| Tertiaire | 12,5                | 3 %             | 0,10               | 0,65              |
| Total | 379,7               | 100 %           | 2,95               | 5,05              |
| Source : Agence internationale de l'énergie * après ré-allocation des émissions de la production d'électricité et de chaleur aux secteurs de consommation. |                     |                 |                    |                   |